# Ekwebo
Ekwebo est une localité du Cameroun située dans le département de la Momo et la Région du Nord-Ouest. Elle fait partie de la commune de Njikwa.

## Localisation
Le village de Ekwebo est situé à environ 43 km de Bamenda, le chef-lieu de la Région du Nord-Ouest et à environ 315 km de Yaoundé, la capitale du Cameroun.

## Population
Lors du recensement de 2005, on y dénombre 434 habitants dont 235 femmes et 199 hommes.

## Éducation
Il y a une école publique construite en 1996 : GS Ekwebo.